# Айдзомэ, Кёко
Кёко Айдзомэ (яп. 愛染 恭子 Айдзомэ Кёко, род. 9 февраля 1958) — японская актриса, модель, певица, режиссёр и писательница. Известна как «первая актриса японского жёсткого порно».

## Биография
Родилась в городе Нода. Выросла в проблемной семье. Её отец, который работал полицейским, бил жену. В 1974 году, когда Кёко было 16 лет, её родители развелись. Вскоре после окончания школы, Кёко начала сниматься для журналов, в которых печатались снимки голых моделей. Кёко Айдзомэ считала, что это поможет ей сделать карьеру в шоу-бизнесе. Вскоре Кёко начала сниматься в кино. Одни из первых ролей она сыграла в фильме Синьи Ямамото «Molester’s Subway» и фильме Ясухару Хасэбэ «Raping!». Кёко сыграла главную роль в фильме Нобору Танаки «Розовый салон: пять похотливых женщин» (1978), а также в фильме Ихары Сайкаку «Пять распутных женщин или пять женщин, которые любили любовь». Также она снялась в седьмой экранизации романов Коитиро Уно «Koichiro Uno’s Moist And Steamy» (1979). В следующем году Кёко снялась в фильме Нобору Танаки «Нами» (1980), который являлся третьим из серии фильмов «Angel Guts».

### «Daydream»
Тэцудзи Такэти, один из первых режиссёров, снимавших фильмы в жанре «пинку эйга», заметил в журнале фото обнажённой Кёко. Он предложил ей сыграть главную роль в своём фильме «Daydream», который был высокобюджетным фильмом, снятом в жанре «пинку эйга». Также Кёко сыграла в главную роль в ремейке этого фильма, снятом в 1981 году. Ремейк, в отличие от оригинала, был снят в более жёсткой манере, приближенной к реальности. Помимо того, что «Daydream» 1981 года стал первым японским фильмом в жанре «жёсткой» порнографии, Кёко заявила, что секс в фильме был несимулированным. Хотя в соответствии с законом половые органы, а также волосы вокруг них были подвергнуты цензуре, всё же «Асахи Симбун» называет «Daydream» 1981 года первым японским порнографическим фильмом. К 1981 году порнографические видео стали приобретать популярность в Японии, но «Daydream» стал первым порнофильмом Японии, который показывали в кинотеатрах. Версия фильма без цензуры распространялась нелегально.
В порнофильмах Кёко начала сниматься в 1981 году, первым фильмом, в котором она сыграла, стала «Апрельская страсть», снятая Тадаси Ёёги. Вскоре Айдзомэ стала настолько популярна, что её имя стали использовать в названиях фильмов с целью лучшего проката в кинотеатрах, например, в 1983 году вышел фильм «Тёмные воспоминания Кёко Айдзомэ», в 1984 — «Пансион вдовы Кёко Айдзомэ».
Став популярной благодаря фильму «Daydream», Кёко сделала успешную карьеру в стриптизе, она выступала до июля 1994 года. В 1983 году дважды арестовывалась за непристойное поведение. Находясь в тюрьме, Кёко Айдзомэ решила построить в префектуре Тиба двухэтажный дом с шестью спальнями, после постройки она подарила его матери.
В 1987 году Такэти Тэцудзи в третий раз взялся за съёмки «Daydream», фильм получил название «Daydream 2», в главной роли снова снялась Кёко Айдзомэ. С каждой экранизацией «Daydream» приобретал всё больше черт эксплуатационного фильма, в фильме «Daydream 2» гораздо больше внимания уделено показу секса и пыток, чем построению сюжета.

### Последующая карьера
Кёко Айдзомэ не только играла в фильмах жанров порнографии и «пинку эйга», но и сама снимала их. В 1986 году Айдзомэ сделала себе операцию по восстановлению девственной плевы для съёмок фильма, где её должны были лишить девственности. Хотя такие операции были нередки в Японии, на тот момент к ним возобладало негативное отношение. Доктор, который сделал операцию Айдзомэ, сказал, что его предыдущими клиентами была пятидесятилетняя семейная пара, которая посмотрев фильм с участием Кёко Айдзомэ, хотела повторить свой медовый месяц. В интервью «Сюкан Бунсюн» Айдзомэ заявила: «Они протянули нить вроде струны в пианино через вход в мою вагину и тянули её, чтобы восстановить плеву. Они дают пациентам местное обезболивающее, поэтому операция совершенно безболезненна. Я снова почувствовала себя девственницей».
В 1986 году Айдзомэ стала известна за пределами Японии, снявшись в фильме Трейси Лордз «Traci Takes Tokyo». В титрах фамилия Кёко ошибочно указана как «Идзома», фильм «Traci Takes Tokyo» снимался до того, как стало известно, что Лордз несовершеннолетняя, поэтому «Traci Takes Tokyo» нелегален в ряде стран.
В 1994 году Айдзомэ ушла из порноиндустрии, но периодически снималась в эротических фильмах. Также она писала сценарии и снимала фильмы. В 2001 году начала вести в журнале колонку, в которой давала читателям советы по вопросам секса и здоровья.
В феврале 2001 года Кёко Айдзомэ совместно с Хитоми Кобаяси выпустили фильм «Кёко Айдзомэ против Хитоми Кобаяси: конкурс сексуального возбуждения» (яп. 愛染恭子ＶＳ小林ひとみ　発情くらべ). Айдзомэ не только сыграла одну из главных ролей в фильме, но и выступила в качестве режиссёра. Фильм был выпущен компанией «Excess films», которая была одним из дистрибьюторов фильмов «Никкацу», снятых в жанре «Roman porno». В марте того же года был выпущен порнофильм «Жёны — лесбиянки» с Айдзомэ и Кобаяси в главных ролях, режиссёром также стала Кёко Айдзомэ. В этом фильме Хитоми Кобаяси и Кёко Айдзомэ исполняют роли жён боссов якудзы, между которыми возникают лесбийские отношения. Два года спустя в 2003 году Айдзомэ сняла порнофильм «Политики — лесбиянки», главные роли исполнила она сама и Ай Куросава. В конце 2003 года Кёко Айдзомэ сняла очередной порнофильм, также она снялась в нём, вторую главную роль исполнила Эри Кикути он получил название «Двойная G-точка: Кёко Айдзомэ против Эри Кикути».
В октябре 2005 года Кёко снялась в порнофильме «Непристойное желание вдовы», снятом студией «Madonna», Айдзомэ получила премию «Moodyz Awards» в номинации «Лучшая актриса». В мае 2006 года Кёко Айдзомэ снялась в ещё одном фильме студии «Madonna» «Инцест матери и сына».
В 2007 году Айдзомэ была арестована за избиение племянницы. Кёко Айдзомэ признала свою вину и заплатила штраф в размере 500 тысяч йен. Комментируя ситуацию, она сказала: «Я ударила мою племянницу, чтобы наказать её за то, что она ходит на свидания с моим парнем. Но я зашла слишком далеко».
5 сентября 2009 года вышла четвёртый фильм «Daydream», который сняли Кёко Айдзомэ и Синдзи Имаока. В марте 2010 года Айдзомэ сыграла главную женскую роль в фильме «Корабль рабов», который является киноадаптацией произведения Онироку Дана «яп. 奴隷船». Полгода спустя Кёко Айдзомэ снялась в своём последнем порнофильме «Уход. Последнее произведение», на момент съёмок ей было 52 года.